# 재산죄
| |
| 형법 刑法 |
| 형법학 · 범죄 · 형벌 죄형법정주의 |
| 범죄론 |
| 구성요건 · 실행행위 · 부작위범 간접정범 · 미수범 · 기수범 · 중지범 불능범 · 상당인과관계 고의 · 고의범 · 착오 과실 · 과실범 공범 · 정범 · 공동정범 공모공동정범 · 교사범 · 방조범 |
| 항변 |
| 위법성조각사유 · 위법성 · 책임 · 책임주의 책임능력 · 심신상실 · 심신미약 · 정당행위 · 정당방위 · 긴급피난 · 오상방위 · 과잉방위 · 강요된 행위                                     |
| 죄수 |
| 상상적 경합 · 연속범 · 병합죄 |
| 형벌론 |
| 사형 · 징역 · 금고 벌금 · 구류 · 과료 · 몰수 법정형 · 처단형 · 선고형 자수 · 작량감경 · 집행유예                                                                                  |
| 대인범죄 |
| 보통살인죄 · 존속살해죄 · 자살교사·방조죄 |
| 촉탁승낙살인죄 · 영아살해죄 · 낙태죄 |
| 상관살해죄 |
| 폭행죄 · 상해치사죄 · 절도죄 |
| 성범죄 · 성매매알선 · 강간죄 |
| 유괴 · 과실치사상죄 · |
| 대물범죄 |
| 손괴죄 · 방화죄 |
| 절도죄 · 강도죄 · 사기죄 |
| 사법절차 방해죄 |
| 공무집행방해죄 · 뇌물죄 |
| 위증죄 · 배임죄 |
| 미완의 범죄 |
| 시도 · 모의 · 공모 |
| 형법적 항변 |
| 자동증, 음주 & 착오 |
| 정신 이상 · 한정책임능력 |
| 강박 · 필요 |
| 도발 · 정당방위 |
| 다른 7법 영역 |
| 헌법 · 민법 · 형법 |
| 민사소송법 · 형사소송법 · 행정법 |
| 포털: 법 · 법철학 · 형사정책 |
| v • d • e • h |

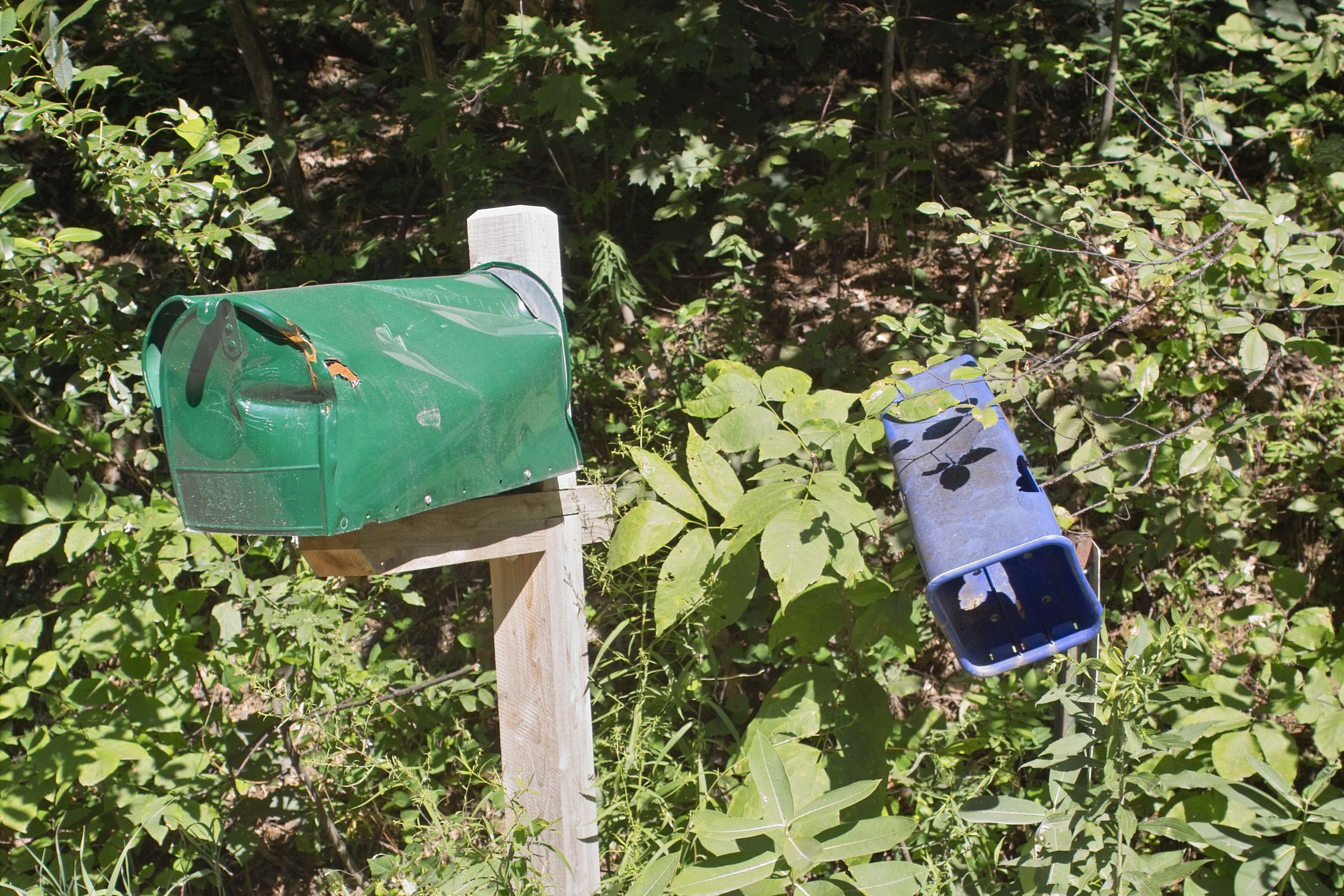

재산죄(財産罪)는 재산에 대한 죄를 말한다.

## 재산죄의 종류
財産罪－種類 절도와 강도의 죄(각칙 38장), 사기와 공갈의 죄(동 39장), 횡령과 배임의 죄(동 40장), 장물에 관한 죄(동 41장) 및 손괴의 죄(동 42장)를 편의상 재산에 대한 죄 또는 재산죄라고 총칭한다. 재산죄의 종류는 그 구별하는 관점에 따라 다음 세 가지로 나눌 수 있다.

### 재물죄(財物罪)·이득죄(利得罪)
재산죄를 객체의 형태에 따라 구별하는 것이다. 재산죄의 보호 객체가 재물(346조 참조)인 경우에 이를 '재물죄'라 하고, 그 외의 이득을 보호할 때에는 이를 '이득죄'라고 한다. 절도죄·횡령죄·장물죄·손괴죄 등이 전자의 예이며, 배임죄가 후자의 전형적인 예이다. 강도죄·사기죄·공갈죄 등은 재물죄와 이득죄의 양면을 모두 포함하고 있다.

### 영득죄(領得罪)·손괴죄
재산죄를 주관적 구성요건인 고의의 내용에 따라 구별하는 것이다. '영득죄'는 그 범죄의 주관적 구성요건으로서 '불법영득의 의사'의 존재를 요하나 '손괴죄'는 이러한 의사를 요하지 않고 다만 손괴의 의사만을 필요로 한다. 손괴죄가 후자의 대표적인 예이고 그외의 대부분의 재산죄는 모두 영득죄에 속한다.

### 탈취죄(奪取罪)·편취죄(騙取罪)
영득죄를 그 침해방법에 따라서 구별하는 것이다. '탈취죄'라 함은 타인의 의사에 기하지 않고 재물을 취득하는 경우를 말하고 이는 또한 세 가지로 다시 세분된다. ( 절도·강도죄는 새로이 다른 타인의 의사에 기하지 않고 재물을 취득하는 경우이다. ( 장물죄는 이미 위법상태가 야기되어 있는 재물에 대하여 계속적으로 타인의 의사에 기하지 않고 재물을 취득하는 경우이다. ( 횡령죄는 자기의 점유에 속하는 물건에 대하여 타인의 의사에 기하지 않고 재물을 취득하는 경우이다. '편취죄'는 타인의 의사에 의하여 재물의 이전을 가져오는 것이지만 그 의사표시에 하자가 있는 경우를 말하며 사기죄와 공갈죄가 여기에 속한다.

## 재물
財物 절도·강도·사기·공갈·횡령·장물·손괴 등의 재산죄의 객체로 되는 것을 말한다. 유체물(有體物)뿐 아니라 전기 기타 관리할 수 있는 동력도 재물이다(346조). 따라서 민법상의 물건의 개념과 대체로 일치한다(민 98조 참조).

### 관리할 수 있는 동력
'관리할 수 있는 동력'이란 전기 외에 수력(水力)·인공냉기(人工冷氣)·인공기압(人工氣壓) 등 에너지를 의미한다. 학설에 따라서는 소유권 기타의 권리도 재물에 포함된다고 하나 통설은 이를 부정한다. 재물은 반드시 객관적인 경제적 가치·금전적 교환가치를 가져야 하는 것은 아니며, 소유자 점유자가 주관적 가치를 가지고 있음으로써 족하다(통설). 다만 그 가치가 너무 작고 동시에 주관적인 가치도 없을 때에는 위법성이 조각되는 경우도 있을 것이다(예；1원어치의 물건을 절취한 경우). 재물에는 동산뿐만 아니라 부동산도 포함하느냐가 문제된다.
종래 판례는 사기죄·횡령죄 등에 관하여는 부동산도 재물이 된다고 보았으나 부동산의 절도는 부정되어 왔다. 금제품(예；위조통화)도 재물에 포함되느냐에 관하여는 부정론이 있으나 구태여 이를 부정할 근거가 없다. 사람의 신체는 재물이 아니지만, 그 일부분이 분리되었을 경우에 그 분리된 부분(예；가발로 쓰일 수 있는 여자의 모발) 및 인격자의 유해(遺骸)로서의 성질을 상실하여 단순한 학술 연구의 자료에 지나지 않는 시체는 재물이 된다(161조 참조).

## 재산상의 이익
財産上－利益 강도·사기·공갈·배임죄에 있어서는 '재산상의 이익'도 행위객체가 된다. 적극적인 재산증가이거나 소극적인 부채감소이거나를 가리지 않으며 영구적이든 일시적이든 어느 것도 무방하다. 채무의 면제, 채무의 이행연기, 저당권의 말소, 노무의 제공 등이 이에 해당한다.

## 판례
- 타인의 전화기를 무단으로 사용하여 전화통화를 하는 행위는 전기통신사업자가 그가 갖추고 있는 통신선로, 전화교환기 등 전기통신설비를 이용하고 전기의 성질을 과학적으로 응용한 기술을 사용하여 전화가입자에게 음향의 송수신이 가능하도록 하여 줌으로써 상대방과의 통신을 매개하여 주는 역무, 즉 전기통신사업자에 의하여 가능하게 된 전화기의 음향송수신기능을 부당하게 이용하는 것으로, 이러한 내용의 역무는 무형적인 이익에 불과하고 물리적 관리의 대상이 될 수 없어 재물이 아니라고 할 것이므로 절도죄의 객체가 되지 아니한다.[1]
- 피고인이 컴퓨터에 저장된 정보를 출력하여 생성한 문서는 피해 회사의 업무를 위하여 생성되어 피해 회사에 의하여 보관되고 있던 문서가 아니라, 피고인이 가지고 갈 목적으로 피해 회사의 업무와 관계없이 새로이 생성시킨 문서라 할 것이므로, 이는 피해 회사 소유의 문서라고 볼 수는 없다 할 것이어서, 이를 가지고 간 행위를 들어 피해 회사 소유의 문서를 절취한 것으로 볼 수는 없다.[2]
- 자기의 예금계좌로 입금된 편취금을 인출한 행위가 장물취득에 해당하지 않는다[3]

## 같이 보기
- 물권법